# 회색배브루시
회색배브루시(Brucepattersonius griserufescens)는 비단털쥐과에 속하는 설치류의 일종이다. 브라질 남동부 지역에서 발견되며, 특히 해발 1300~2700m의 미나스제라이스주와 이스피리투산투주, 리우데자네이루주에서 서식한다. 브루시속에 속하는 4종의 하나로 1998년 허스코비츠(Hershkovitz)가 처음 기재했다. 그리고 흰코브루시로 알려졌던 Brucepattersonius albinasus는 나중에 회색배브루시와 같은 종으로 논란이 되었지만, 더 확인이 필요하다. 서식지 감소로 위협을 받고 있으며, 카파라우 국립공원에서 보호하고 있다.